# La Independencia
La Independencia was een Spaanstalige krant in de Filipijnen tijdens en net na de Filipijnse Revolutie. De krant was een initiatief van Antonio Luna, de opperbevelhebber van het Filipijnse rebellenleger, zijn broer Joaquin Luna en enkele vrienden en verscheen tussen 3 september 1898 en 11 november 1900. La Independencia was een van de meest gelezen en belangrijke kranten voor de Filipijnse revolutionaire beweging in die periode. 
La Independencia werd op een geheime locatie in een augustijner weeshuis in Malabon gedrukt. De leiding van krant bestond uit directeur Antonio Luna en redacteur Salvador Vicencio del Rosario. De nieuwsartikelen en opiniestukken werd geschreven door Jose C. Abreu, Cecilio Apostol, Fernando Guerrero, Mariano V. del Rosario en Clemente J. Zulueta. Daarnaast waren er in de loop der tijd ook bijdrages van Trinidad Pardo de Tavera, José Palma, Rosa R. Sevilla, Florentina Arellano en Apolinario Mabini